# Monti Luoxiao
I monti Luoxiao (cinese semplificato: 罗霄山脉; cinese tradizionale: 羅霄山脈; pinyin: Luóxiāo Shānmài) sono un sistema di catene montuose della Cina che si estende attraverso le province di Jiangxi, Hubei e Hunan.

## Suddivisioni
Oltre ad altre catene più piccole, i monti Luoxiao comprendono le seguenti suddivisioni:
- monti Wugong (Wu-Kung)[1];
- monti Jinggang;
- monti Jiugong[2];
- monti Jiuling[3];
- monti Mufu.